# Otto Group
Die Otto GmbH & Co. KGaA, vormals Otto (GmbH & Co. KG), auch Otto Group, ist ein deutsches Handels- und Dienstleistungsunternehmen mit Sitz in Hamburg, das weltweit in den Unternehmensbereichen Einzelhandel, Finanzierung und Logistik sowie Versandhandel aktiv ist.
Kerngeschäft ist der Einzelhandel. Dabei werden über 74 Prozent aller Erlöse in diesem Segment über die weltweit rund 100 Onlineshops des Konzerns erzielt, somit ist Otto im Konsumentengeschäft einer der weltweit  größten Onlinehändler sowie der größte Onlinehändler für Mode und Lebensstil für den Endverbraucher in Europa.
Im Ranking der 500 größten Familienunternehmen in Deutschland der Zeitschrift Wirtschaftsblatt nahm die Gruppe 2012 den zehnten Platz ein.

## Unternehmensgeschichte

Logo bis Mai 2022

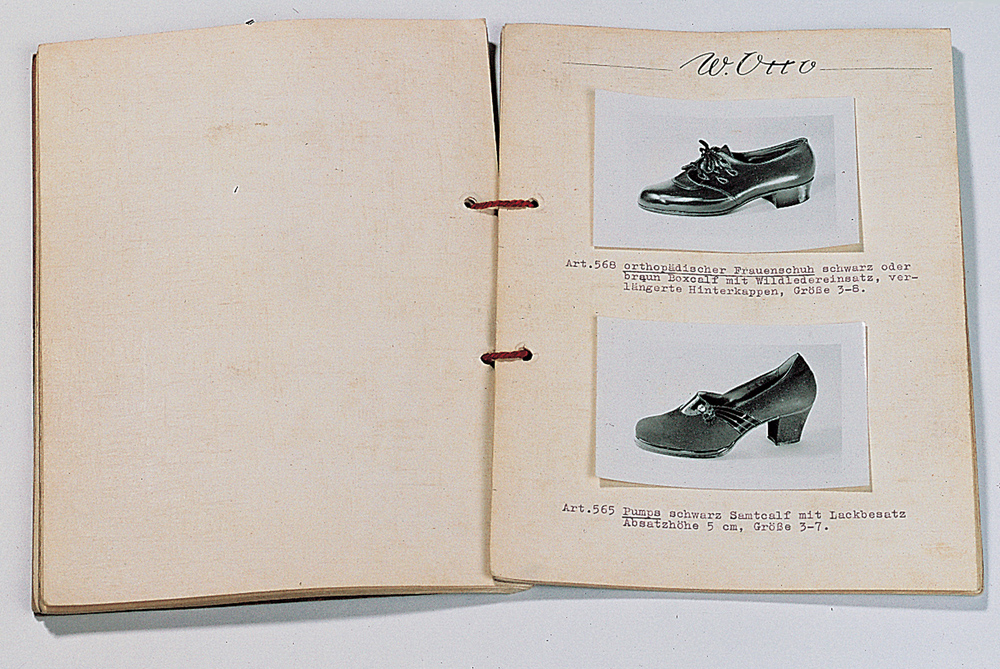
Auszug aus dem ersten Otto-Katalog 1950

Markenlogo von Otto

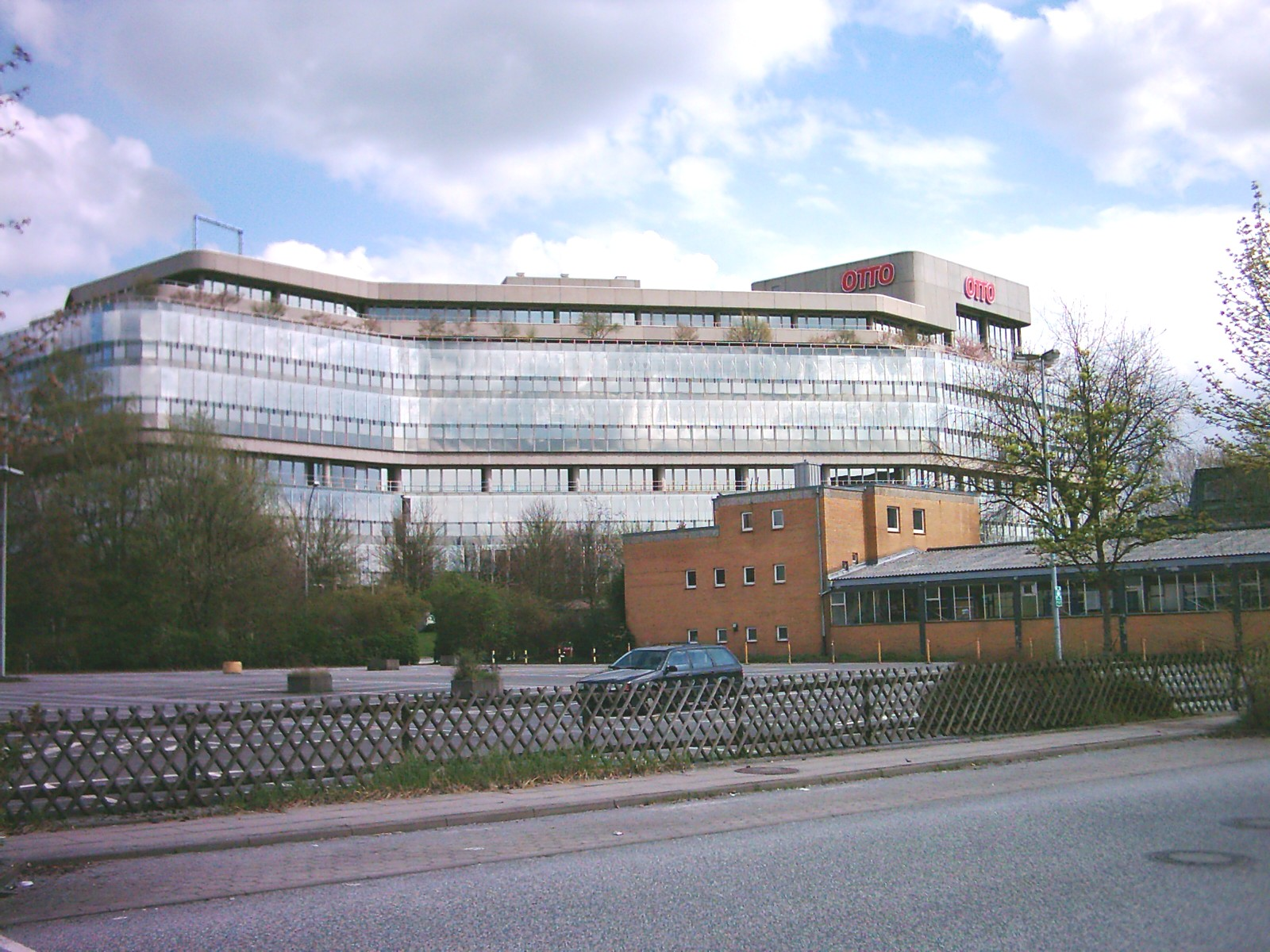
Zentrale des Otto-Versandhandels in Hamburg-Bramfeld

Warenauslieferung in den 50er Jahren mit Tempo-Fahrzeug

Im August 1949 gründete der 40-jährige Werner Otto in Hamburg-Schnelsen das Unternehmen Werner Otto Versandhandel. Im Folgejahr 1950 erschien der erste Katalog, in dem auf 14 handgebundenen Seiten 28 Paar Schuhe präsentiert wurden. Die Auflage betrug 300 Exemplare. Als Erster der Versender führte Otto den Kauf auf Rechnung ein. 1951 umfasste der erste gedruckte Katalog 28 Seiten und bot ein erweitertes Sortiment, das unter anderem aus Schuhen, Aktentaschen, Regenmänteln und Hosen bestand. Bis 1953 verfünffachte Otto in weniger als zwei Jahren den Umsatz. Die Auflage des Katalogs betrug bereits 37.000 Exemplare. 1958 gehörte der Otto-Versand als Universalversender mit einem Umsatz von 100 Millionen DM zu den Großunternehmen in Deutschland.
1960 bezog der Otto-Versand nach starker Expansion das neue 205.000 m² große Betriebsgebäude in Hamburg-Bramfeld, nachdem er zuvor von 1955 an in Hamburg-Hamm stationiert war. Seit Anfang der 60er-Jahre war die Verlegerfamilie Funke – vertreten durch Günther Grotkamp mit 20 Prozent der Stimmanteile am  Otto Versand beteiligt.
Die Zahl der Mitarbeiter wuchs auf 2000. 1966 wurde in Hongkong das erste Einkaufsbüro in Asien eröffnet. Günter Nawrath (* 1924 in Berlin), bis 1966 Finanzchef bei Rheinstahl Henschel in Kassel, übernahm 1966 den Vorstandsvorsitz und wurde 1981 Aufsichtsratsvorsitzender von „Otto Versand, Hamburg“.
1968 erschien mit dem Post-Shop-Magazin der erste Otto-Spezialkatalog. Im Jahr darauf wurde die Hanseatic Bank gegründet, über die Kunden ihre Bestellungen finanzieren konnten. Zur gleichen Zeit wurde in Hamburg die Werner-Otto-Stiftung zur Förderung der medizinischen Forschung gegründet. Mit dem Hermes Versand wurde 1972 ein eigener Zustelldienst aufgebaut.
Mit Beteiligungen an 3 Suisses International begann 1974 die Entwicklung zum internationalen Konzern mit eigenen SB-Warenhäusern, die im selben Jahr an die Horten AG verkauft wurden. Im selben Jahr stieg Otto beim Karlsruher Unternehmen Heinrich Heine ein. 1978 erzielte der Otto-Konzern einen Umsatz von 3,176 Milliarden DM und beschäftigte 10.740 Mitarbeiter.
1980 folgte mit der Gründung der Otto Reisen GmbH der Einstieg des Unternehmens in die Touristik-Branche. 1981 wechselte der Vorstandsvorsitzende Günter Nawrath in den Aufsichtsrat. Michael Otto übernahm den Vorstandsvorsitz der Otto-Gruppe. Im Jahr 1982 betrug der Umsatz allein des Versandhandels rund 3,9 Milliarden DM.
Im Rahmen der neuen Werbekampagne wurde 1986 der Slogan „Otto … find’ ich gut.“ erstmals eingesetzt und entwickelte sich zum geflügelten Wort. 1990 wurde der 24-Stunden-Eilservice eingeführt. 1992 lieferte der Hermes Versand die 500-millionste Sendung aus. Mit der Wiedervereinigung 1990 stieg die Auflage des Kataloges auf bis zu 13 Millionen. Während der Katalog zu Spitzenzeiten auf 1.000 Seiten rund 60.000 Artikel gezeigt hat, bietet die Otto-App mehr als 18 Millionen Produkte an.
1993 rief Michael Otto die Michael Otto Stiftung für Umweltschutz ins Leben. 1994 präsentierte der Otto-Versand als erster Versender sein Sortiment auf einer interaktiven CD-ROM. 1995 folgte der Gang ins Internet. 1997 stieg das Unternehmen beim Baur Versand ein. 2000 erweiterte der Konzern sein Firmen-Portfolio mit den Gründungen von discount24 und travelchannel.de.
Die beiden österreichischen Marken der Otto Group, Universal und Otto wurden 2003 in die Unito Versand & Dienstleistungen gebündelt, des Weiteren wurde der Versandhandel in Deutschland umfirmiert in die Otto (GmbH & Co KG). 2005 verkaufte die Otto Group 75 Prozent der Anteile der Hanseatic Bank an die Société Générale, Paris. Zwei Jahre später wurde Hans-Otto Schrader neuer Vorstandsvorsitzender der Otto Group und trat damit die Nachfolge von Michael Otto an.
2009 sicherte sich die Otto Group in einem Bieterverfahren die Rechte an der Marke Quelle und zahlreicher Handelsmarken wie Privileg sowie alle Anteile an Quelle Russland, später im Jahr 2012 die der Marke Neckermann.de. Der Unternehmensgründer Werner Otto verstarb 2011 im Alter von 102 Jahren. 2012 gründete die Otto Group mit dem brasilianischen Distanzhändler Posthaus ein gemeinsames Unternehmen, um in Brasilien das E-Commerce-Geschäft zu forcieren. Im selben Jahr wurde bekannt, dass die Otto Group bis Oktober 2013 700 Arbeitsplätze abbaut. Trotz der Lage war bis dato Otto der größte Onlinehändler für Mode in Deutschland zusammen mit der Gründung von About You, was auch am Umsatz ersichtlich war.
2014 markierte Gründerenkel Benjamin Otto durch die Einführung des Fashion-Start-ups Collins seinen Eintritt in den Konzern. Zum 1. Juni 2015 übergab er seine Funktion als CEO an Mitbegründer Tarek Müller, um in Aufsichtsgremien des Konzerns die Transformation der Otto Group mitzugestalten. Im selben Jahr wurde mit Otto Group Media ein eigenes Unternehmen für die Online-Werbevermarktung gegründet. Er baute unter anderem den Bereich Online-Möbelhandel weiter aus, inklusive Erschaffung von Spezialshops.
Im Geschäftsjahr 2015/2016 wurden über 90 Prozent der Umsätze vom Versandhandel über das Internet erzielt, was gemäß einer Studie der EHI Retail Institute und Statista Otto zum zweitgrößten Online-Händler in Deutschland hinter Amazon.com auszeichnet. Des Weiteren wurden im selben Jahr mit Otto Now eine neue Marke zur Vermietung von Produkten gegründet. Diese Dienstleistung wurde am 12. Januar 2021 wieder eingestellt.
Mit Wirkung zum 1. Januar 2017 übernahm Alexander Birken, zuvor Konzernvorstand Multichannel-Distanzhandel und Sprecher der Otto-Einzelgesellschaft, den Vorstandsvorsitz der Otto Group. Der langjährige Vorstandsvorsitzende Hans-Otto Schrader wechselt mit Erreichen der für Vorstände geltenden Altersgrenze in den Aufsichtsrat.
Im Dezember 2018 erschien der letzte Otto-Hauptkatalog als gedruckte Ausgabe.
Das neue Hauptquartier des Hamburger Otto-Konzerns wurde 2024 eröffnet. Es bietet auf neun Etagen unter anderem 1600 Arbeitsplätze und 170 Meetingräume.
Die neue Zentrale im Stadtteil Bramfeld ist genau genommen eine ehemalige Lagerhalle von Werner Kallmorgen, die für rund 100 Millionen Euro umgebaut wurde.
Zum 1. März 2025 kam es erneut zu einem Wechsel der Geschäftsleitung. Petra Scharner-Wolff, die bis dahin zehn Jahre lang Finanzchefin des Unternehmens war, löste Alexander Birken als Vorsitz der Geschäftsführung ab. Birken ist nun Aufsichtsratsvorsitzender der Otto Group.

## Geschäftsfelder und Konzerngesellschaften

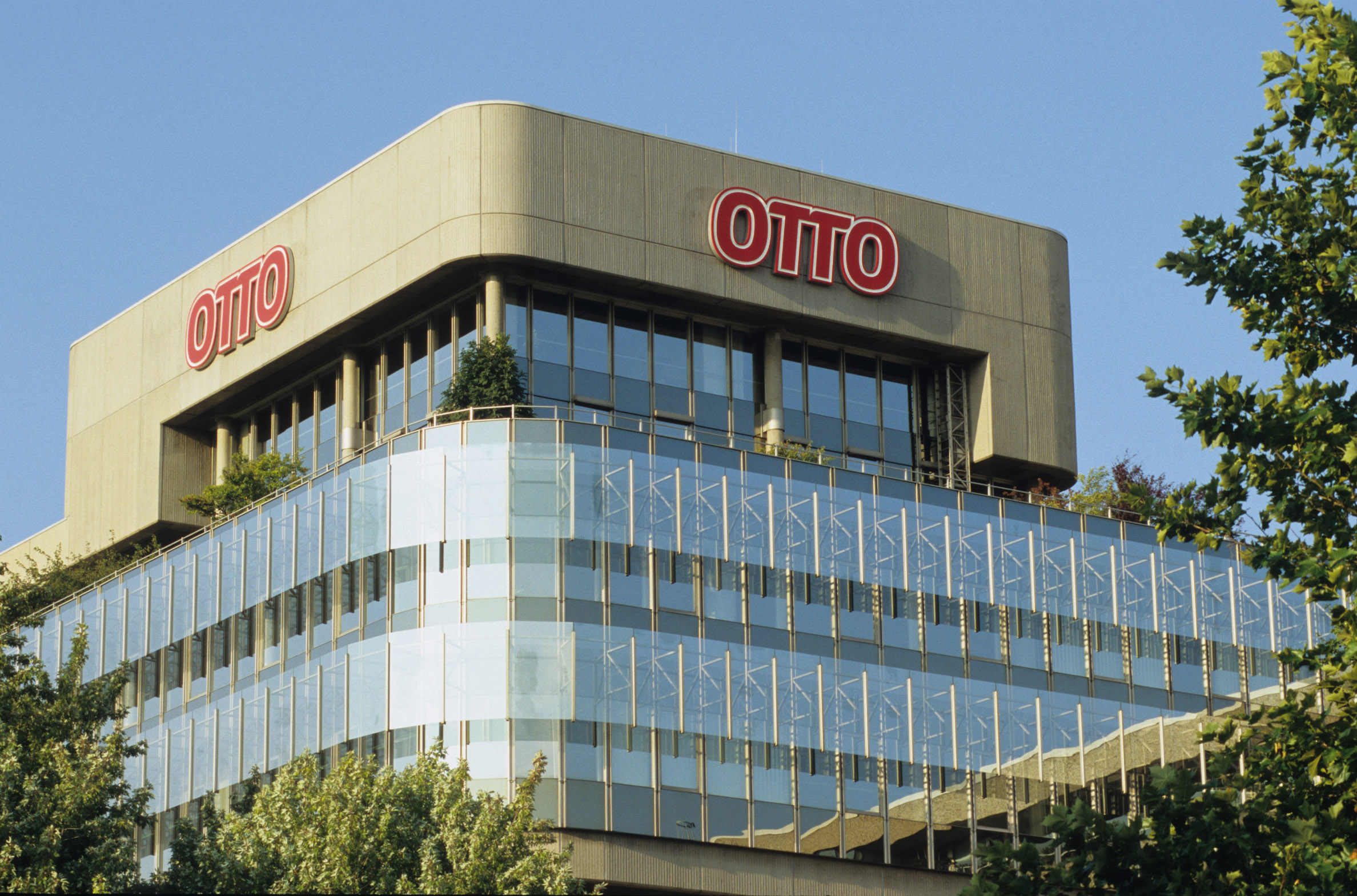
Hauptverwaltung der Otto Group in Hamburg-Bramfeld

Der Konzern ist international in verschiedenen Geschäftsfeldern tätig, unter anderem mit Tochtergesellschaften in der Schweiz, in Österreich, Frankreich, im Vereinigten Königreich, in den USA, Japan, der Volksrepublik China und Russland. Insgesamt zählt die Otto Group 123 wesentliche Konzerngesellschaften, die u. a. unter den im Folgenden angeführten Dachmarken firmieren.
Nicht zur Firmengruppe gehört die im Familienbesitz befindliche ECE Projektmanagement, die hauptsächlich in Europa Einkaufszentren und andere Immobilien besitzt oder verwaltet. Sie wird von Alexander Otto, Bruder von Michael Otto, geleitet.
Die Segmente der Otto Group, die im Geschäftsjahr 2023/24 einen Gesamtumsatz von 15 Milliarden Euro erwirtschaftete, sind:

### Plattformen, Markenkonzepte, Händler
Die Waren und Produkte werden über die drei Vertriebskanäle E-Commerce, stationärer Einzelhandel und Katalog angeboten. Der Konzern erzielte im Geschäftsjahr 2023/24 einen Umsatz von 6,2 Mrd. Euro im Bereich Plattformen (41,5 % Anteil am Gesamtumsatz), 5,3 Mrd. Euro im Segment Markenkonzepte (35,5 %) und 2 Mrd. Euro im Bereich Händler (12 %). Dazu zählen die rund 100 Onlineshops der Einzelhändler wie Otto, die reinen Online-Anbieter wie Limango und Mirapodo sowie die Corporate-Venture-Aktivitäten des Konzerns (Investment in Start-up-Unternehmen). Im stationären Handel ist die Otto Group weltweit mit über 400 Shops vertreten.
Ferner sind im Multi-Channel-Retailing u. a. tätig:
- About You
- Baur Versand
- Bonprix
  - Venus Fashion
- Crate & Barrel
- EOS
- Frankonia
- Freemans Grattan Holdings
  - Freemans
  - Grattan
  - Look Again
  - Gifts365.co.uk
  - Clearance365.co.uk
  - Witt international UK
  - Swimwear365.co.uk
  - Curvissa
  - bonprix UK
  - Kaleidoscope/Acquisition DiLusso.it
  - Oli
- Hanseatic Bank (25 Prozent)
- Hanseatic Versicherungsdienst
- Hermes-OTTO International / OTTO International
  - Hermes Europe
    - Hermes Parcel Services in Deutschland, dem Vereinigten Königreich, Italien und Österreich
    - Hermes Fulfilment
    - Hermes Germany

  - Bombay Company
- Küche&Co
- Lascana
- Limango
- Manufactum
- Neckermann.de (2021 eingestellt)
- Quelle
- Otto
- Otto Payments
- Sheego (ehemals Schwab-Versand)
- Unito
  - Cofidis (49 %)
  - Venca
- Witt-Gruppe[33]
  - Heine

### Finanzdienstleistungen
Den Schwerpunkt dieses Segments bilden handelsnahe Produkte wie Konsumentenkredite oder Liquiditätsmanagement. Der Umsatz in diesem Bereich belief sich im Geschäftsjahr 2023/24 auf 1 Milliarde Euro (6,7 % Anteil am Gesamtumsatz des Konzerns). Umsatzstärkstes Unternehmen im Segment ist die EOS Gruppe, die mit 49 Tochtergesellschaften in 27 Ländern aktiv ist. Schwerpunkt der Tätigkeit ist das Forderungsmanagement einschließlich Forderungskauf und Inkasso. Ferner ist u. a. die Hanseatic Bank in diesem Segment aktiv. Neugegründet findet auch die Otto Payments Einzug in das Unternehmen.

### Services

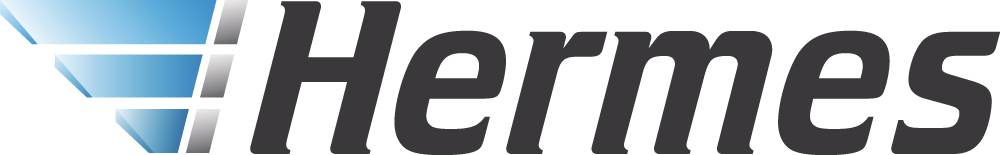
Logo von Hermes Europe

Das Segment Service umfasst die Logistik- und Reisedienstleister sowie die Einkaufsgesellschaften der Otto Group. Im Geschäftsjahr 2023/24 wurde ein Außenumsatz von 374 Mio. Euro erwirtschaftet. Im Wesentlichen wird dieses Segment durch die unter der Dachmarke Hermes operierenden Konzerngesellschaften geprägt, so die Hermes Europe. Diese beinhaltet auch die Tochtergesellschaft Hermes Fulfilment, Eigentümerin der Warenverteilzentren des Otto-Versandhandels in Haldensleben, Ohrdruf, Löhne, Hanau sowie Altenkunstadt.
Ende August 2020 wurde bekannt, dass die Otto Group sich als Mehrheitseigentümer von Hermes Europe zurückziehen wird und 25 % von Hermes Germany an Advent International veräußert inklusive 75 % von Hermes Großbritannien.

## Initiativen zur Nachhaltigkeit
Die Otto Group unterstützt nach eigenen Angaben verschiedene Initiativen für die Sicherung von Nachhaltigkeit.
- Die Asian Floor Wage Campaign zur Durchsetzung existenzsichernder Mindestlöhne im asiatischen Raum.[37]
- Im Jahr 2009 wurde mit der Mikrofinanz-Bank von Muhammad Yunus ein gemeinsamer Trust zum Betrieb der Grameen Otto Textile Company, einer Textilfabrik in Bangladesch, eingerichtet.[38][39]
- Im Jahr 2013 gab Otto bekannt, bis 2020 für eigene Produkte vollständig die benötigte Baumwolle nachhaltig zu produzieren sowie alle für Möbel verwendeten Hölzer durch das Forest Stewardship Council zertifizieren zu lassen und damit zusätzlich die CO2-Emissionen gegenüber 2006/07 zur Hälfte zu senken.[40]
- Im März 2014 wurde mit Platz schaffen mit Herz die Otto Kleiderspende eingeführt, welche die Gewinne an die gemeinnützige Gesellschaft Initiative Zukunft gGmbH weiterreicht.[41]

## Kritik
- 1996 berichtete die Christliche Initiative Romero von Arbeitsrechtsverletzungen bei Zulieferbetrieben von Otto in Mittelamerika.
- In den Jahren 1997–2005 deckte das Südwind-Institut Rechtsverstöße von Unternehmen in China, Indonesien und auf den Philippinen auf, die auch Otto beliefert haben.[42]
- Im Dezember 2006 wurde bekannt, dass bei einem indischen Zulieferbetrieb von Heine Versand wiederholt Kinderarbeit in Anspruch genommen wurde.[43]
- Am 3. August 2011 sendete die ARD eine Fernsehdokumentation (Das Hermes-Prinzip) über die Beschäftigung von Sub-Subunternehmern bei Hermes, welche den Vorwurf beinhaltet, diese ohne ein gültiges Rechtsverhältnis zum eigentlichen Auftraggeber zu unwürdigen Bedingungen zu beschäftigen, um dadurch Personalkosten zu sparen. In einem anderen Beitrag am 25. August 2011 vom Magazin Monitor wurde die Thematik wiederholt behandelt.